# Naturschutzgebiet Rüdenscheid

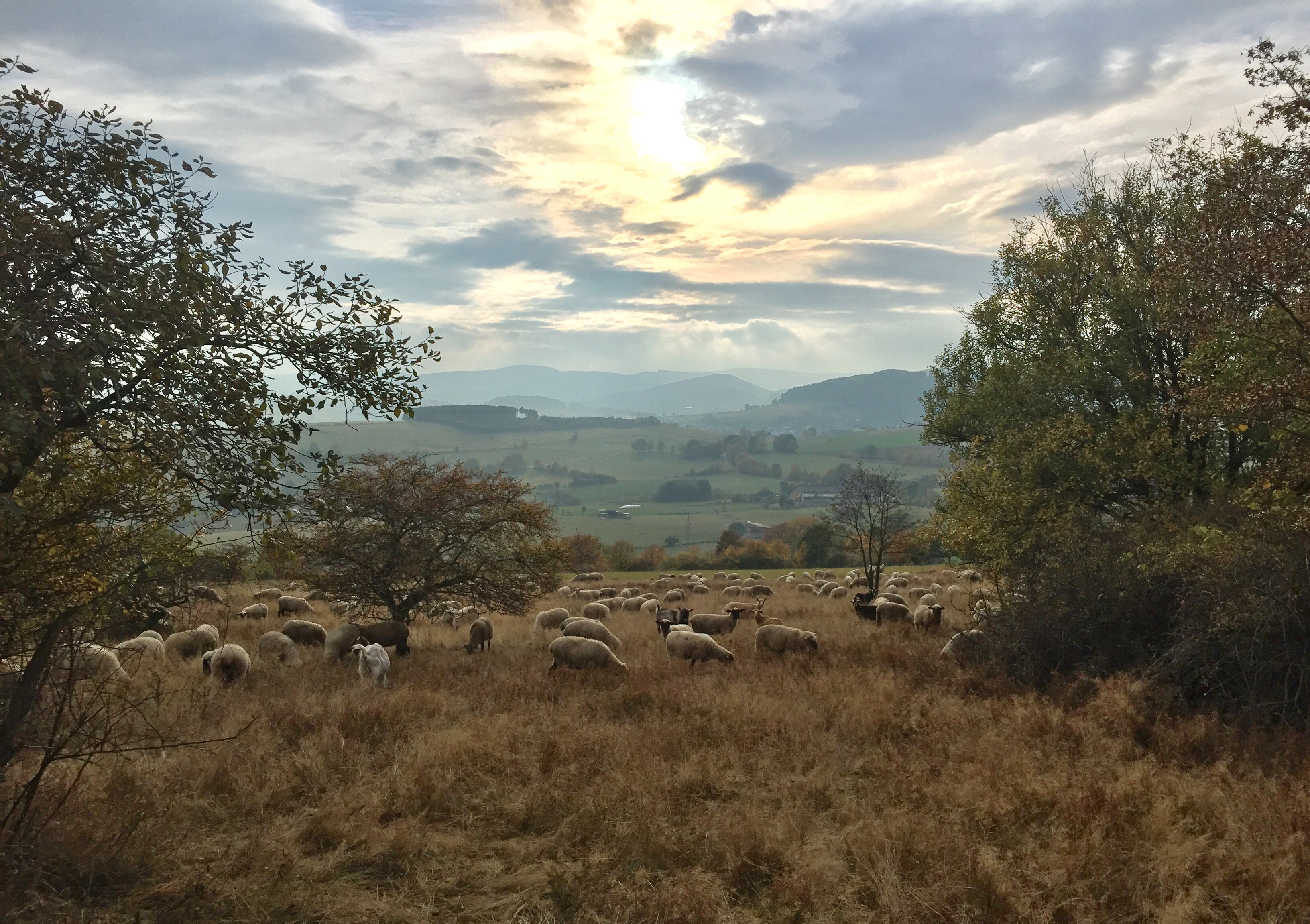
Schafherde im NSG Rüdenscheid

Das Naturschutzgebiet Rüdenscheid mit einer Größe von 18,83 ha liegt südwestlich von Medelon im Stadtgebiet von Medebach. Es wurde 2003 mit dem Landschaftsplan Medebach durch den Hochsauerlandkreis als Naturschutzgebiet (NSG) ausgewiesen. Das NSG ist Teil des Europäischen Vogelschutzgebiets Medebacher Bucht. Das NSG besteht aus zwei Teilflächen. Das NSG liegt an der Stadtgrenze zu Hallenberg. In Hallenberg grenzt direkt das Naturschutzgebiet Stemmberg an.

## Gebietsbeschreibung
Im NSG handelt es sich um einen Grünlandbereich. Im NSG brüten Heckenbrüter wie Neuntöter.

## Pflanzenarten im NSG
Im NSG kommen gefährdete Pflanzenarten vor. Auswahl vom Landesamt für Natur, Umwelt und Verbraucherschutz Nordrhein-Westfalen dokumentierter Pflanzenarten im Gebiet: Acker-Hornkraut, Acker-Witwenblume, Besenginster, Besenheide, Borstgras, Echtes Johanniskraut, Echtes Labkraut, Geflecktes Johanniskraut, Harzer Labkraut, Heidelbeere, Kleine Bibernelle, Kleiner Klappertopf, Kleines Habichtskraut, Knolliger Hahnenfuß, Kratzbeere, Magerwiesen-Margerite, Moschus-Malve, Rundblättrige Glockenblume, Salbei-Gamander, Schlangen-Knöterich, Weißes Labkraut, Wiesen-Flockenblume, Wiesen-Kerbel, Wiesen-Labkraut und Zweispaltiger Hohlzahn.

## Schutzzweck
Das NSG soll das Grünland und sein Arteninventar schützen. Wie bei allen Naturschutzgebieten in Deutschland wurde in der Schutzausweisung darauf hingewiesen, dass das Gebiet „wegen der Seltenheit, besonderen Eigenart und Schönheit des Gebietes“ zum Naturschutzgebiet erklärt wurde.